# Sjonhembacke/Haugbro
Sjonhembacke och Haugbro is een plaats in de gemeente, landschap en eiland Gotland en de provincie Gotlands län in Zweden. De plaats heeft 156 inwoners (2005) en een oppervlakte van 47 hectare.